# Turagua
Turagua es una pequeña ciudad localizada en el Estado Aragua, Venezuela.

## Circuito de carreras
Esta localidad es conocida en el mundo del motor gracias a su circuito de carreras titulado Autódromo Internacional de Turagua Pancho Pepe Cróquer.